# Куртка сафарі

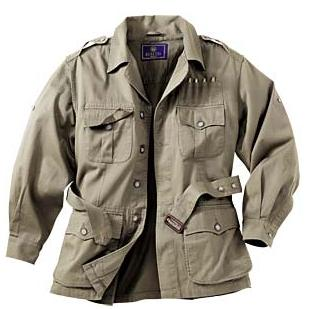
Куртка сафарі (дещо подібна на френч)

Куртка або піджак для сафарі (англ. safari or bush jacket), також відомий як «шакет» (англ. shacket) — одяг, спочатку розроблений для сафарі в африканських чагарниках. У поєднанні з брюками або шортами він стає костюмом сафарі. Куртка сафарі — це, як правило, легка бавовняна куртка з тику або легшого попліну, традиційного кольору хакі, з власним поясом, еполетами, чотирма або більше розширюваними кишенями та часто з патронними петлями.

## Історія

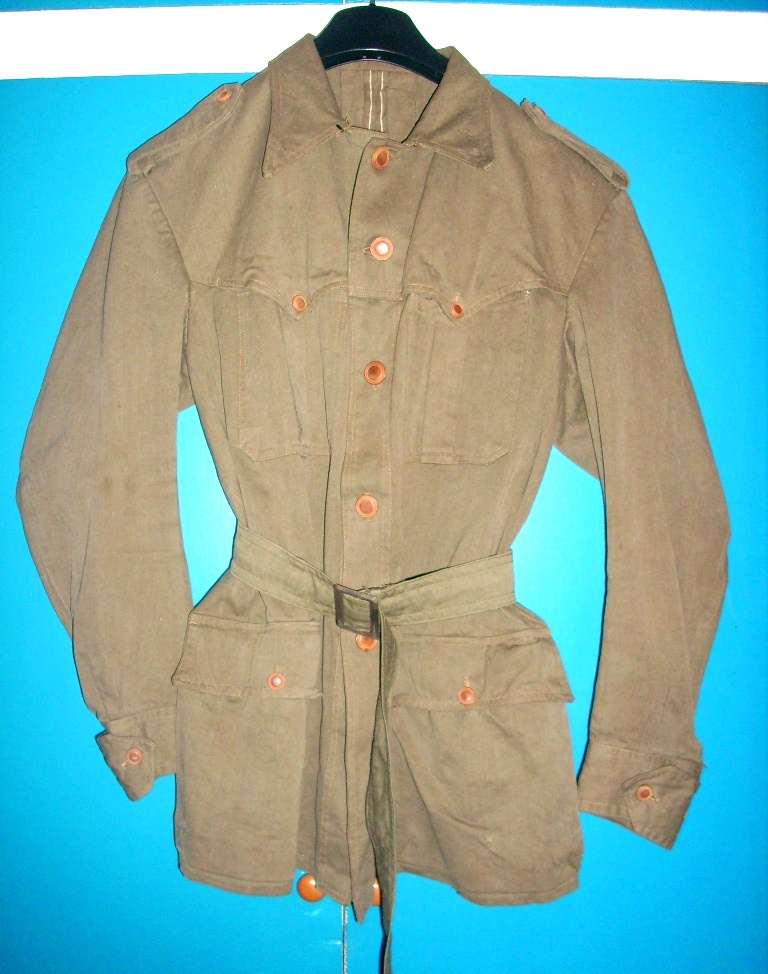
1943 Куртка сафарі (сахаріана) іспанської армії в Іспанській Сахарі

Легку уніформу світлого кольору носили європейські солдати, які служили в теплих кліматичних умовах з 19-го століття і, незначно змінені, протягом Другої світової війни. Зазвичай вони мали еполети, плісировані кишені, пояси та інші елементи, які пізніше можна було знайти на куртках сафарі.
Найдавніша згадка про «костюм для сафарі» в Оксфордському словнику англійської мови походить з американської газети 1935 року. У 1936 році письменник і авантюрист Ернест Хемінгуей розробив «кущову куртку» (англ. bush jacket), яку виготовила компанія Willis & Geiger Outfitters. У 1939 році компанія Abercrombie & Fitch рекламувала куртки, шорти та брюки «сафарі» у стилі «пальто-сорочка» для спорту та відпочинку.

## Відродження

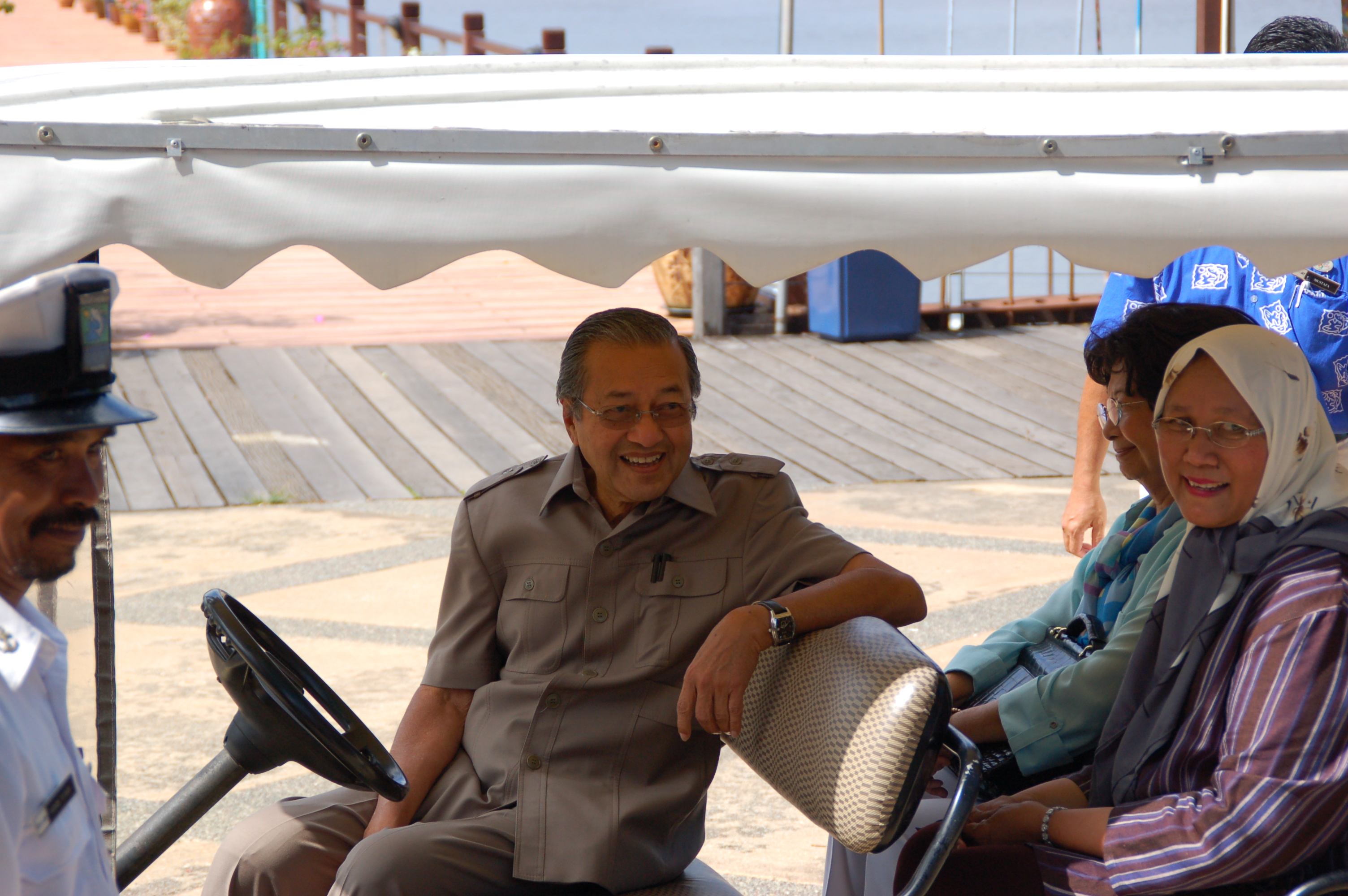
Колишній прем'єр-міністр Малайзії Махатхір Мохамад відомий своїми костюмами для сафарі

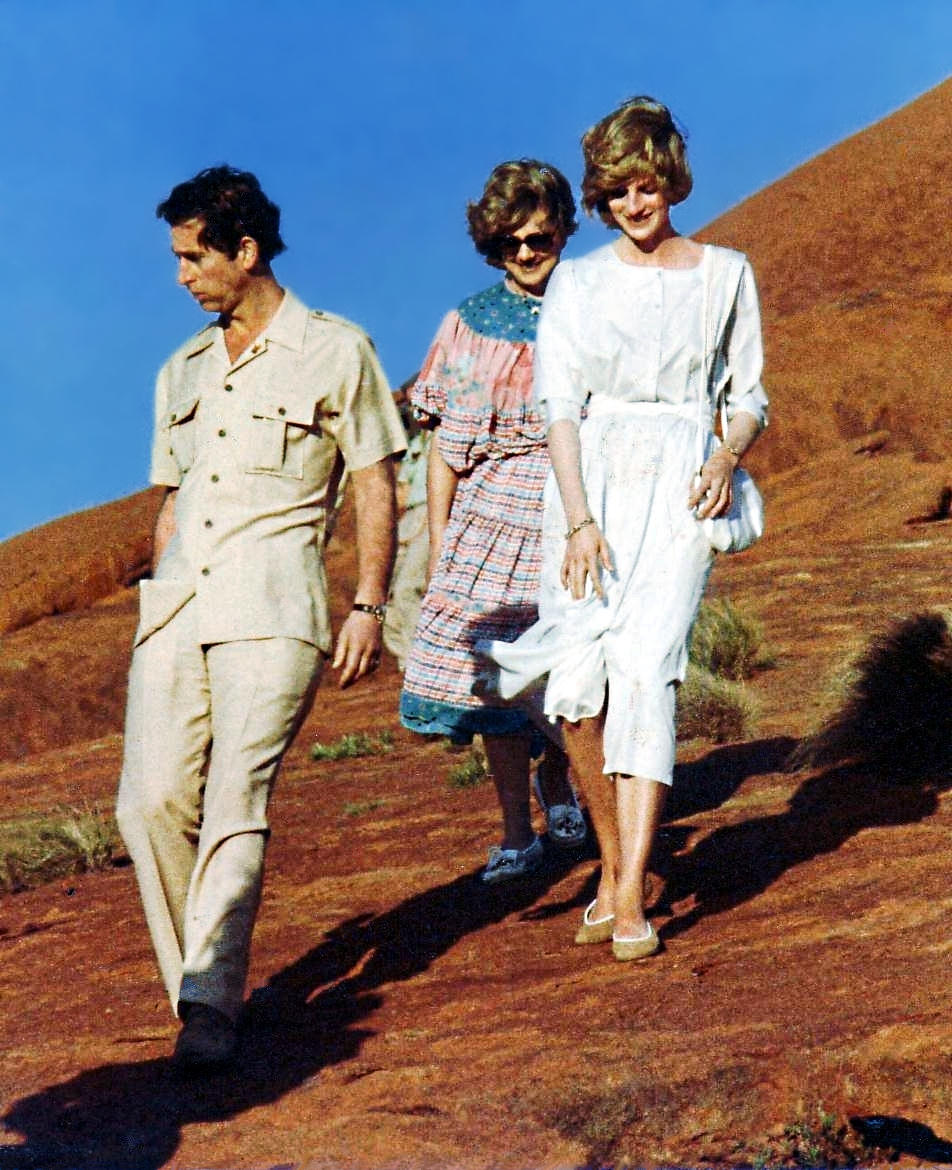
Чарльз і Діана відвідують Айерс-Рок (Улуру), Австралія, березень 1983 року

Починаючи з середини 2010-х років, варіант кущової куртки, відомої як жакет-сорочка або шакет, зазнав відродження у Великій Британії та Європі через популяризацію вінтажного робочого одягу субкультурою хіпстерів. Вони часто виготовлялися з блакитного деніму, батиста, сирсакера, важкої бавовни оливково-зеленого кольору або кольору хакі, натурального льону або камуфляжної тканини та мали накладні кишені. У деяких були погони, пояси та клапани кишень традиційної куртки для сафарі, а в інших — ні.